# Compagnie parisienne des vélocipèdes

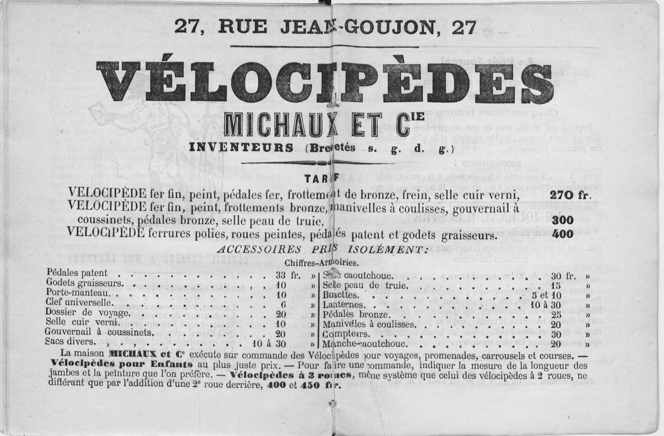
Annons i lAlmanach des vélocipèdes illustré (Paris, 1869)

Compagnie parisienne des vélocipèdes var ett franskt industriföretag som grundades 1867 och som var först med att serietillverka (pedalförsedda) cyklar, så kallade benskakare. Det grundades i Paris av Pierre Michaux och bröderna Aimé och André Olivier de Sanderval. Företaget kallades under sina första tio månader "Michaux et Cie". Företaget lades ned 1874.
År 1869 producerar företaget 100-200 cyklar per dag och sysselsatte 300 arbetare.